# Lufar
Lufarul (Pomatomus saltatrix) este un pește răpitor, marin pelagic, din familia pomatomide (Pomatomidae), răspândit în apele tropicale și subtropicale din Oceanele Atlantic, Pacific și Indian, care trăiește și în marea Mediterană și zona litorală a Mării Negre. 
Are o lungimea obișnuită de 30-60 cm (lungimea maximă 130 cm) și o greutate 2-3 kg (greutate maximă 14,4 kg). Corpul este alungit fusiform, comprimat lateral și acoperit cu solzi mici, aspri, care se întind și pe opercule. Gura mare, oblică este prevăzută cu dinți scurți și ascuțiți. Pe spate are două înotătoare dorsale (prima mică și cu raze osoase). Înotătoarea anala este lungă și cu două raze osoase. Înotătoarea caudală ușor bifurcată. Colorația spatelui este cenușiu-albăstruie sau cenușiu-verzuie; flancurile și abdomenul argintii; înotătoarele transparente și prezintă câte o pată neagră la baza fiecărei pectorale. Este unul din cei mai lacomi și mai de temut pești marini răpitori. Se hrănește cu alți pești, de obicei stavrizi, scrumbii albastre, hamsii, aterine etc. pe care îi urmărește în deplasările lor. Se hrănește și cu crustacee și cefalopode. Depune icre pelagice în iunie-august. Are o valoare economică și se pescuiește comercial și sportiv. Carnea este gustoasă.